# フードシステム
フードシステム（英語: food system）とは、食料の生産、加工、流通、消費を結びつけるフードチェーン（food chain）に加えて、フードチェーンに影響を与える自然環境、農政、経済状況などを含めた概念である。
経済発展の結果、食料の生産と消費の間に加工や流通プロセスが入り、食品産業が発展した。これに伴い、食料経済を研究するうえで農業・漁業と食品産業をまとめた概念が必要となり、フードシステムの概念が用いられるようになった。

## 構成要素
フードシステムを構成する産業は、大きく農業・漁業と食品産業の2つに分けられる。食品産業は、食品工業と食品流通業に分けられ、食品流通業は食品卸小売業と飲食店に分けられる。
経済発展前は自給自足経済で食料の生産者と消費者が同一であり、農産物・水産物をそのまま消費していた。一方、経済発展に伴い分業が行われることで生産者と消費者を結ぶ流通部門が必要となった。さらに、加工食品の普及や外食・中食の増加により、加工部門や飲食店が食料経済の構成要素に組み込まれていった。
フードシステムの枠組みを川の流れに例えて、農業・水産業を川上、食品製造業・食品卸売業を川中、食品小売業、外食産業を川下、食料の消費の場となる食生活を湖として説明することがある。

## 変容
現代のフードシステムを構成する産業で主となっているのは、農水産業から食品産業に変化している。飲食費に占める各部門の割合、就業者構成ともに、農水産業が低下した一方、食品工業、食品流通業、外食産業では増大している。食料経済の外部化がその要因となっており、背景として経済発展、家族構成の変化（世帯人員の減少、専業主婦の減少など）、食料の保存技術や輸送技術の発達、チェーンストアの展開などが挙げられる。

## 研究
農業や漁業に関する研究は農業経済学や漁業経済学で、食料の消費は栄養学や健康医学などで従来から研究が行われてきたが、食品産業に関する社会科学の研究はあまり進められていなかった。しかし、アメリカ合衆国やイギリスでは食品経済学の研究が行われるようになった。
日本では、イギリスの食品経済学の研究が導入された。1994年に農業経済学者などによりフードシステム研究会が設立され、後に日本フードシステム学会として学会化された。

### 地理学
地理学では、フードシステムを食料の生産部門、加工部門、流通部門、消費部門それぞれが所在する地域間を結びつけるものとして扱い、部門間関係を地域間関係で考察する。
地理学においてフードシステムが注目されるようになったのは1980年代以降である。この背景には、食料の遠距離輸送が可能となったことに伴い、食料の供給を理解するうえで、従来の農業地理学で着目されていた食料生産部門や生産地域に限らず、加工部門、流通部門、生産財部門などに着目する必要性が増大したことが挙げられる。フードシステムは、加工、流通などの部門を含めた農業の統合的理解および、農業生産地域と加工地、消費地などの地域間関係の統合的理解を可能とし、変化する農業の様相を理解するうえで有用な方法論となった。
フードシステムの量的な側面の研究として、地域内で必要とされる食料を安定的に供給できるフードシステムの構築および維持に関する研究が挙げられ、食料の供給元地域や供給方法などが研究対象になる。
他方、質的な側面の研究として、フードチェーン上の食品の質に着目した研究が挙げられる。食品のフードチェーンの追跡を通じて、食品の質を評価したり、良質なフードチェーンを追求したりする。この研究法が発展した背景として、1990年代以降、環境問題や食の安全の問題の影響で、経済性を重視し安価で大量に供給してきた従来のフードシステムへの疑問が提示され、食品の質が注目されるようになったことが挙げられる。